# Kohlenweg
Ein Kohlenweg ist ein historischer Transportpfad mit langsam zunehmendem Ausbau bis zur Bahntrasse. 

## Geschichte
Ab dem 17. bis zum 19. Jahrhundert wurde darauf in erster Linie Steinkohle von den Zechen zu den Abnehmern z. B. in der metallverarbeitenden Industrie in der näheren Region spediert. Besonders häufig sind Kohlenwege im Ruhrgebiet zu finden. Einige Kohlenwege verliefen z. B. von dort in Richtung des Wupper- und Ennepetals.
Der Transport erfolgte auf Packtieren oder mit Fuhrwerken, die tiefe Fahrspuren in den Boden gruben und so die Bildung von Hohlwegen begünstigten. Spätere Kohlenwege wurden mit fortschreitendem Transportbedarf und technischer Entwicklung auch als Eisenbahnstrecken konzipiert. An den Kohlenwegen siedelten sich häufig Gaststätten an, die auf den Bedarf der Fuhrleute ausgerichtet waren. An Grenzstationen zwischen dem Westfälischen und dem Rheinland wurden die Wege mit Schlagbäumen versperrt und Wegzoll erhoben. Die Trassen einiger heutiger Bundesstraßen, Landesstraßen und Kreisstraßen im südlichen Ruhrgebiet verlaufen auf den alten Kohlenwegen.
Bekannte Kohlenwege sind:
- Gahlener Kohlenweg
- Hasenwinkeler Kohlenweg
- Niederhofer Kohlenweg
- Rauendahler Kohlenweg
- Aktienstraße von Essen nach Mülheim

Auch durch das Bergische Land verliefen Kohlenwege im Umfeld der Städte Wuppertal und Remscheid in Nord-Süd-Richtung. Einige Teilstücke sind noch vorhanden und wurden von den Denkmalbehörden unter Schutz gestellt.
Historische Kohlenwege sind auch für das Königreich Sachsen und Schlesien belegt. Insbesondere in Schlesien vom oberschlesischen Königshütte in Richtung Breslau und vom niederschlesischen Kohlenrevier um Waldenburg zum Oderhafen Maltsch (Malczyce).